# Quercus mongolica
Quercus mongolica Fisch. ex Ledeb. è una specie della famiglia delle Fagacee

## Descrizione

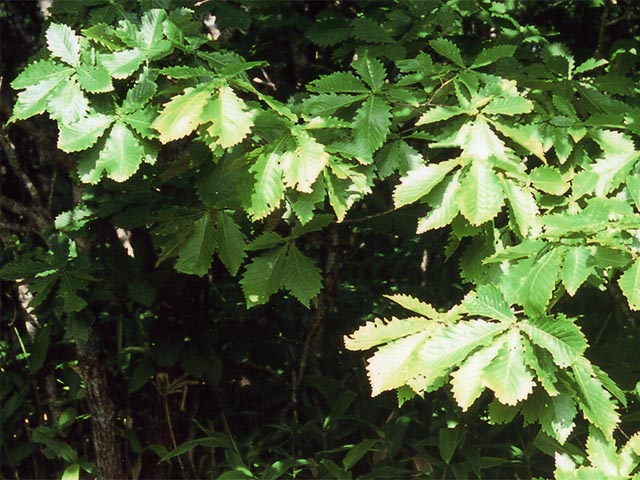
Foglie

Può raggiungere i 30 m di altezza.

## Distribuzione e habitat
Diffusa in Giappone, Isole Curili meridionali, isola di Sachalin, Manciuria, Cina centrale e settentrionale, Corea, Mongolia orientale e Siberia orientale.

## Tassonomia
Ne sono riconosciute due sottospecie:
- Quercus mongolica subsp. crispula (Blume) Menitsky
- Quercus mongolica subsp. mongolica